# Гіоргоба
Гіоргоба (груз. გიორგობა) — день святого Георгія Змієборця, покровителя Грузії і найшанованішого святого Грузії. Відзначають свято 23 листопада. Свято є офіційним неробочим днем в Грузії. Перша Церква на честь святого Георгія була побудована в Грузії в 335 році царем Міріаном на місці поховання святої Ніни, а житіє святого було вперше перекладено грузинською в кінці X століття. З IX століття будівництво церков на честь Георгія стало масовим. На державному прапорі Грузії також присутній Георгіївський Хрест.